# Linseneintopf

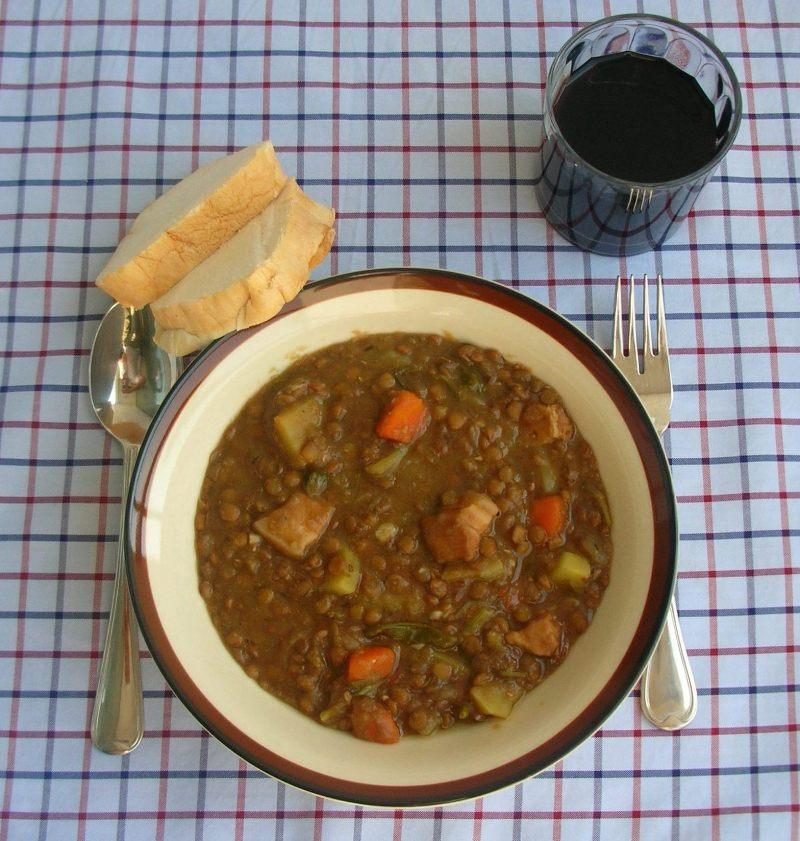
Linseneintopf

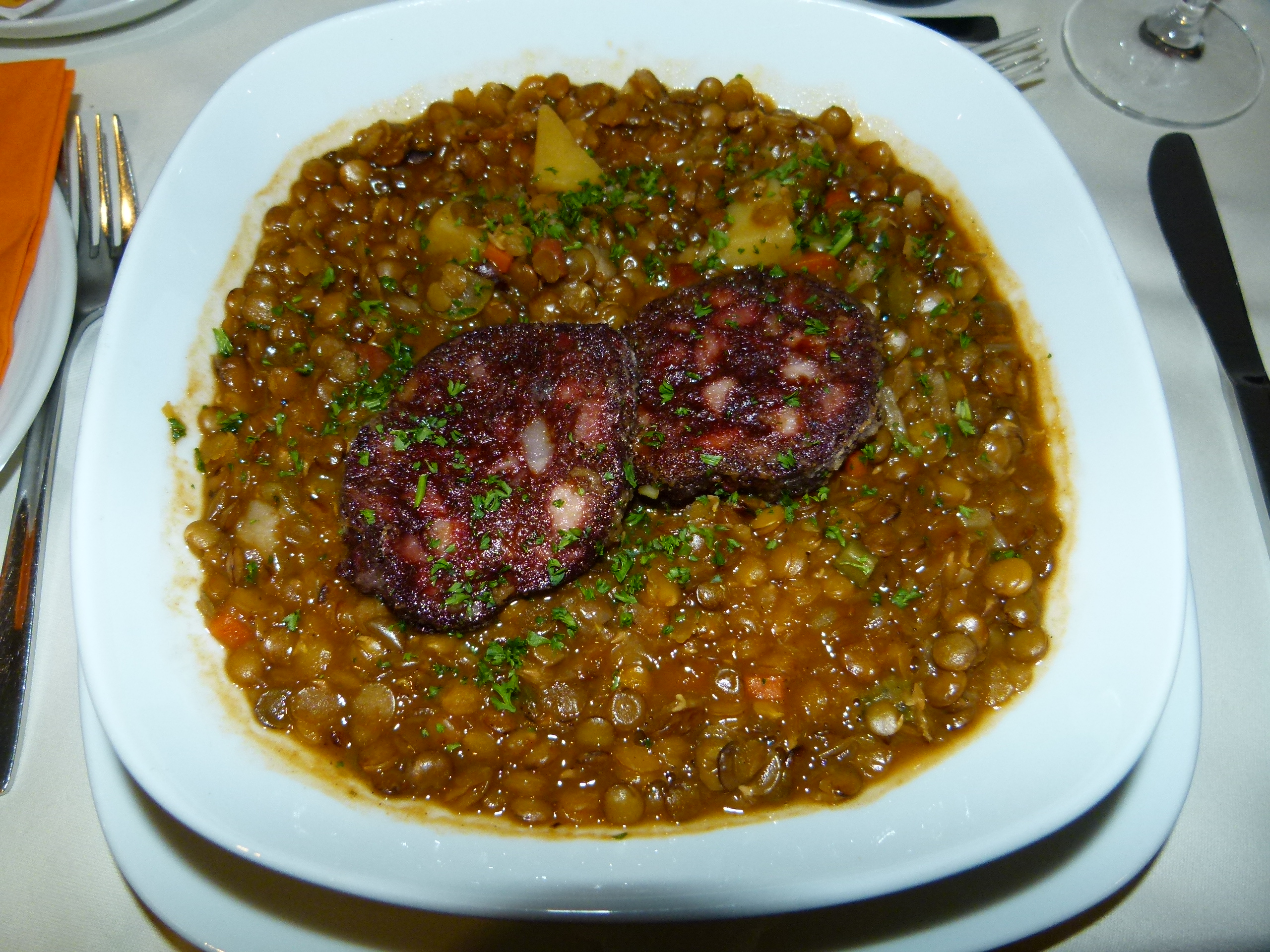
Linseneintopf mit Blutwurst

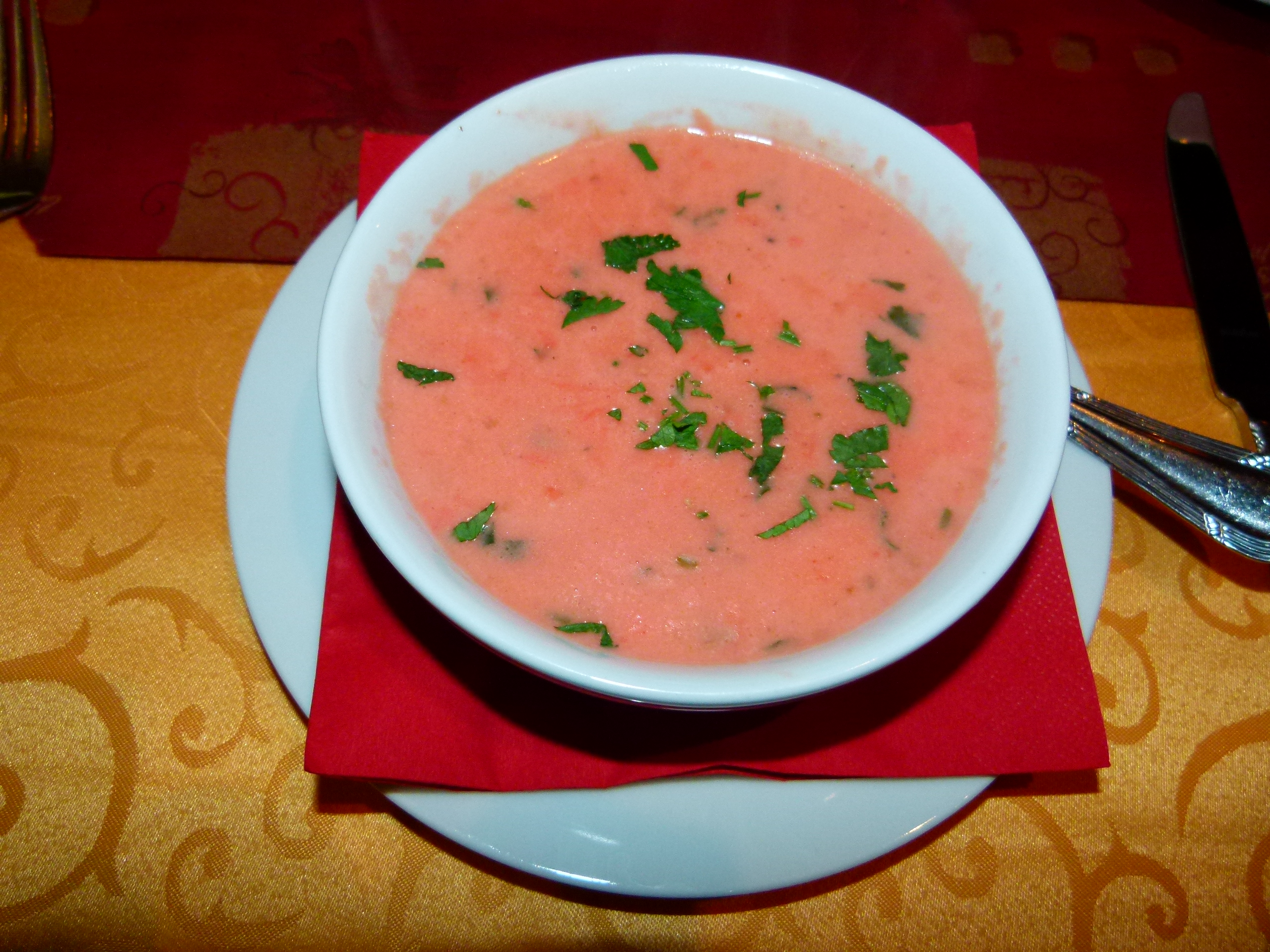
Indische rote Linsensuppe Dal

Linseneintopf ist ein Eintopf-Gericht. Hauptzutat sind Linsen, die zumeist mit Suppengrün, Kartoffeln und Speck, Bauchfleisch oder Kochwurst zu einem Eintopf gekocht werden.
Linsen sind eines der zuerst kultivierten Gemüse und Eintopfgerichte mit dieser Hülsenfrucht sind bereits aus der altbabylonischen Küche um etwa 1700 v. Chr. bekannt. Frühe Kochrezepte für Linseneintopfgerichte finden sich unter anderem um 200 n. Chr. im ausgehenden antiken Griechenland bei Euthymus und im 1. Jahrhundert n. Chr. beim römischen Feinschmecker Apicius. Auch das Alte Testament erwähnt ein Linsengericht. Verglichen mit anderen Nahrungsmitteln waren Linsen zu allen Zeiten verhältnismäßig preiswert und demzufolge galten Linsengerichte noch im Mittelalter als „Armennahrung“.
Linseneintopfgerichte gibt es in Indien und anderen asiatischen Ländern, wo vor allem jene in Europa wenig verbreitete Linsensorten, zum Beispiel rote Linsen, verwendet werden. Außerdem wird wie beim Linsencurry eher scharf oder süß-sauer gewürzt. In Europa sind die braunen Tellerlinsen am gebräuchlichsten.
Entgegen einem verbreiteten Irrtum müssen Linsen vor dem Kochen nicht eingeweicht werden. Sie sind nach einer Kochzeit von etwa 45 Minuten gar, im Schnellkochtopf reduziert sich die Garzeit auf gut 10 Minuten. Durch vorheriges Einweichen, das früher bei Früchten aus lange zurückliegender Ernte üblich war, lässt sich jedoch die Kochzeit verringern. Vor der Verwendung wurde das Waschen der Linsen empfohlen, was heute jedoch weitgehend überflüssig ist, da Verunreinigungen in industriell hergestellten Verpackungen praktisch nicht mehr auftreten. Lediglich bei Bioware ist Waschen zu empfehlen.
In einigen deutschen Regionen werden Linsen mit geschnittener Blutwurst, zusätzlichem Essig und Zucker zum Würzen nach persönlichem Geschmack serviert. Andere übliche Beilagen sind Rauchfleisch, Knackwurst, Bockwurst, Bregenwurst oder Wiener Würstchen, aber auch Frankfurter. Bei den schwäbischen Linsen mit Spätzle werden die Linsen mit wenig Flüssigkeit als Gemüsebeigabe zubereitet.
In Indien ist ein Eintopf als Dal weit verbreitet, der oft aus Linsen besteht.